# Satilatlas monticola
Satilatlas monticola är en spindelart som beskrevs av Alfred Frank Millidge 1981. Satilatlas monticola ingår i släktet Satilatlas och familjen täckvävarspindlar. Inga underarter finns listade i Catalogue of Life.